# Меррифилд, Роб
Роб Ме́ррифилд (англ. Rob Merrifield, р. 19 декабря 1953 в Мейерторпе, Альберта) — канадский политик; Бывший депутат в Палате общин Канады, представлявщий округ Йеллоухед под знамёнами Консервативной партии Канады.

## Биография
В первый раз он был избран в Палату как член Канадского союза в 2000. В 2004 был переизбран как депутат новой Консервативной партии. Будучи бизнесменом и фермером, Меррифилд являлся официальным оппонентом комиссии Романова, Министерств здравоохранения и межправительственных дел. В настоящее время он является заместителем председателя постоянного комитета по здравоохранению.
Меррифилд вызвал разногласия в ходе предвыборной кампании 2004, предлагая обязать женщин, намеревающихся совершить аборт, получать перед этим психологическую помощь.